# Mistrzostwa Czech w Lekkoatletyce 1997
28. Mistrzostwa Czech w Lekkoatletyce – zawody lekkoatletyczne, które odbyły się 5 i 6 lipca 1997 na stadionie „na Lesní” w Trzyńcu.

## Rezultaty

### Mężczyźni
| Konkurencja:                  | Złoto                                                              | Wynik    | Srebro                                                               | Wynik    | Brąz                                                              | Wynik    |
| Bieg na 100 m                 | Martin Duda                                                        | 10,44 w  | Ivan Šlehobr                                                         | 10,46 w  | Ivo Krsek                                                         | 10,47 w  |
| Bieg na 200 m                 | Martin Morkes                                                      | 20,92 w  | Tomáš Dřímal                                                         | 21,22 w  | Ludvík Bohman                                                     | 21,43 w  |
| Bieg na 400 m                 | Jiří Šveněk                                                        | 48,13    | Radek Votava                                                         | 48,60    | Karel Bláha                                                       | 48,84    |
| Bieg na 800 m                 | Lukáš Vydra                                                        | 1:51,45  | Karel Znojil                                                         | 1:52,32  | Kamil Hůrka                                                       | 1:53,59  |
| Bieg na 1500 m                | Miloslav Suchý                                                     | 3:54,58  | Stanislav Vrba                                                       | 3:54,68  | Lubomír Pokorný                                                   | 3:54,68  |
| Bieg na 5000 m                | Milan Drahoňovský                                                  | 14:18,70 | Michael Nejedlý                                                      | 14:21,84 | Radomír Soukup                                                    | 14:35,27 |
| Bieg na 10 000 m              | Jan Pešava                                                         | 29:28,50 | Jan Bláha                                                            | 29:59,38 | Jiří Hnilička                                                     | 30:10,18 |
| Bieg uliczny na 10 km         | Jan Pešava                                                         | 28:59    | Jiří Hnilička                                                        | 29:59    | Vladimír Vašek                                                    | 30:12    |
| Bieg przełajowy na 9,57 km    | Jan Pešava                                                         | 29:01    | Michael Nejedlý                                                      | 29,30    | Jiří Hnilička                                                     | 29:33    |
| Bieg górski                   | Radomír Soukup                                                     | 35:08    | Zdeněk Dúbravčík                                                     | 35,18    | Stanislav Fux                                                     | 36:16    |
| Półmaraton                    | Jan Pešava                                                         | 1:04:07  | Vladimír Vašek                                                       | 1:05:34  | Jan Bláha                                                         | 1:05:40  |
| Maraton                       | Václav Ožana                                                       | 2:29:58  | Václav Filip                                                         | 2:40:18  | Jiří Lenča                                                        | 2:40:52  |
| Bieg na 110 m przez płotki    | Tomáš Dvořák                                                       | 13,66    | Viktor Zbožínek                                                      | 14,35    | Roman Šebrle Matěj Haranta                                        | 14,49    |
| Bieg na 400 m przez płotki    | Jiří Mužík                                                         | 49,34    | Lukáš Souček                                                         | 49,64    | David Nikodým                                                     | 50,70    |
| Bieg na 3000 m z przeszkodami | Michael Nejedlý                                                    | 8:46,24  | Jiří Šoptenko                                                        | 8:48,50  | David Gerych                                                      | 9:06,42  |
| Sztafeta 4 × 100 m            | Dukla Praha Tomáš Dvořák Martin Morkes Tomáš Dřímal Ivo Krsek      | 40,00    | SSK Vítkovice Ondřej Veselý Adam Ptáček Pavel Pospíšil Karel Sobotka | 42,07    | Dukla Praha B Roman Šebrle Ondřej Zeman Roman Zubek Josef Hodač   | 42,45    |
| Sztafeta 4 × 400 m            | Dukla Praha David Nikodým Martin Jareš Karel Bláha Jan Poděbradský | 3:13,21  | Slavia Praha Petr Šarapatka Jan Verner Pavel Marek Roman Oravec      | 3:16,05  | Olymp Praha Jakub Havlín Martin Braniš Pavel Tomíček Radek Votava | 3:17,53  |
| Chód na 20 km                 | Tomáš Kratochvíl                                                   | 1:21:36  | Miloš Holuša                                                         | 1:21:58  | Hubert Sonnek                                                     | 1:22:23  |
| Chód na 50 km                 | Hubert Sonnek                                                      | 4:12:58  | Jiří Mašita                                                          | 4:13:50  | Miloš Holuša                                                      | 4:15:32  |
| Skok wzwyż                    | Jan Janků                                                          | 2,19     | Tomáš Janků                                                          | 2,16     | Milan Čermák                                                      | 2,13     |
| Skok o tyczce                 | Martin Kysela                                                      | 5,40     | Petr Špaček                                                          | 5,30     | Aleš Hončl                                                        | 5,10     |
| Skok w dal                    | Milan Kovář                                                        | 8,08 w   | Roman Orlík                                                          | 7,82 w   | Milan Gombala                                                     | 7,76 w   |
| Trójskok                      | Jiří Kuntoš                                                        | 16,15    | Milan Mikuláš                                                        | 15,82    | Martin Sýkora                                                     | 15,78    |
| Pchnięcie kulą                | Miroslav Menc                                                      | 20,15    | Martin Bílek                                                         | 18,68    | Petr Stehlík                                                      | 18,47    |
| Rzut dyskiem                  | Libor Malina                                                       | 62,10    | Zdeněk Kohout                                                        | 56,44    | Stanislav Kovář                                                   | 56,38    |
| Rzut młotem                   | Pavel Sedláček                                                     | 77,24    | Vladimír Maška                                                       | 75,40    | Josef Štěpánek                                                    | 60,96    |
| Rzut oszczepem                | Patrick Landmesser                                                 | 74,56    | Petr Novák                                                           | 73,46    | Tomáš Mráček                                                      | 72,08    |
| Dziesięciobój                 | Kamil Damašek                                                      | 7936     | Martin Jelínek                                                       | 7506     | Vít Rus                                                           | 6612     |

### Kobiety
| Konkurencja:               | Złoto                                                                          | Wynik    | Srebro                                                                       | Wynik    | Brąz                                                                                | Wynik    |
| Bieg na 100 m              | Hana Benešová                                                                  | 11,45 w  | Pavlína Vostatková                                                           | 11,50 w  | Zdeňka Mušínská                                                                     | 11,78 w  |
| Bieg na 200 m              | Pavlína Vostatková                                                             | 23,46    | Helena Fuchsová                                                              | 23,67    | Kateřina Glosová                                                                    | 24,77    |
| Bieg na 400 m              | Helena Fuchsová                                                                | 51,86    | Naděžda Koštovalová                                                          | 52,23    | Jitka Burianová                                                                     | 53,75    |
| Bieg na 800 m              | Ludmila Formanová                                                              | 2:02,27  | Andrea Šuldesová                                                             | 2:04,93  | Michaela Nová                                                                       | 2:10,03  |
| Bieg na 1500 m             | Renata Hoppová                                                                 | 4:35,35  | Jana Klimešová                                                               | 4:36,17  | Jarmila Halířová                                                                    | 4:37,09  |
| Bieg na 5000 m             | Jana Kučeríková                                                                | 16:35,82 | Petra Drajzajtlová                                                           | 16:49,88 | Věra Horká                                                                          | 17:09,50 |
| Bieg na 10 000 m           | Iva Jurková                                                                    | 34:23,46 | Monika Deverová                                                              | 35:19,42 | Renata Kvitová                                                                      | 35:19,80 |
| Bieg uliczny na 10 km      | Jana Klimešová                                                                 | 35:12    | Monika Deverová                                                              | 35:26    | Věra Horká                                                                          | 35:39    |
| Bieg przełajowy na 6,07 km | Jana Klimešová                                                                 | 21:30    | Věra Horká                                                                   | 21:54    | Petra Drajzajtlová                                                                  | 22:20    |
| Bieg górski                | Anna Báčová                                                                    | 44:13    | Miroslava Hanáková                                                           | 44:23    | Dita Hebelková                                                                      | 45:52    |
| Półmaraton                 | Iva Jurková                                                                    | 1:15:10  | Petra Drajzajtlová                                                           | 1:17:05  | Monika Deverová                                                                     | 1:17:34  |
| Maraton                    | Vlasta Rulcová                                                                 | 3:14:52  | Petra Havlová                                                                | 3:18:58  | –                                                                                   | –        |
| Bieg na 100 m przez płotki | Iveta Rudová                                                                   | 13,22 w  | Nikola Špinová                                                               | 13,58 w  | Andrea Novotná                                                                      | 13,66 w  |
| Bieg na 400 m przez płotki | Martina Blažková                                                               | 58,25    | Dagmar Votočková                                                             | 58,92    | Dagmar Urbánková                                                                    | 59,12    |
| Sztafeta 4 × 100 m         | Slavia Praha Kateřina Štočková Lucie Hošková Lucie Jarošová Pavlína Vostatková | 46,93    | Olymp Praha Nikola Špinová Šárka Beránková Helena Vinařová Pavla Sichová     | 47,15    | SSK Vítkovice Petra Hlavatá Bohdana Válková Radana Volná Markéta Pernická           | 47,49    |
| Sztafeta 4 × 400 m         | Olymp Praha Michaela Kutišová Naděžda Koštovalová Olga Čaňková Helena Fuchsová | 3:44,04  | Slavia Praha Andrea Votočková Šárka Horsáková Lucie Hošková Martina Blažková | 3:50,88  | Sokol SŠ České Budějovice Petra Smržová Pavlína Vondrková Klára Dubská Dana Vaňková | 3:51,86  |
| Chód na 10 km              | Tamara Heroldová                                                               | 49:19    | Blanka Kožíková                                                              | 49:55    | Dana Vavřačová                                                                      | 50:22    |
| Skok wzwyż                 | Zuzana Kováčiková                                                              | 1,90     | Alena Nezdařilová                                                            | 1,84     | Inge Janků                                                                          | 1,81     |
| Skok o tyczce              | Daniela Bártová                                                                | 4,33     | Pavla Hamáčková                                                              | 3,90     | Šárka Mládková                                                                      | 3,80     |
| Skok w dal                 | Martina Žabková                                                                | 6,15     | Helena Vinařová                                                              | 6,03     | Dana Žemličková                                                                     | 6,02     |
| Trójskok                   | Šárka Kašpárková                                                               | 14,19    | Eva Doležalová                                                               | 13,13    | Ljuba Dušilová                                                                      | 12,87 w  |
| Pchnięcie kulą             | Zdeňka Šilhavá                                                                 | 16,55    | Alice Matějková                                                              | 16,25    | Lucie Vrbenská                                                                      | 15,96    |
| Rzut dyskiem               | Alice Matějková                                                                | 58,64    | Zdeňka Šilhavá                                                               | 57,20    | Věra Pospíšilová                                                                    | 47,54    |
| Rzut młotem                | Markéta Procházková                                                            | 55,44    | Jana Lejsková                                                                | 54,18    | Lucie Vrbenská                                                                      | 50,20    |
| Rzut oszczepem             | Nikola Tomečková                                                               | 62,96    | Helena Brejchová                                                             | 52,50    | Jarmila Klimešová                                                                   | 49,86    |
| Siedmiobój                 | Jana Klečková                                                                  | 5531     | Hana Doleželová                                                              | 5334     | Petra Šebelková                                                                     | 4993     |